# ADOdb
ADOdb — программная библиотека, обеспечивающая прикладной интерфейс доступа к базам данных для языков программирования PHP и Python, основанная на некоторых концепциях Microsoft ActiveX Data Objects. Библиотека обеспечивает разработчика приложений абстрактным инструментарием, позволяющим создавать приложения без необходимости программирования поддержки каждого из конкретных возможных типов источников данных. В частности, у разработчиков появляется возможность изменить СУБД без необходимости вносить исправления в программный код.
Библиотека позволяет работать со следующими СУБД:
- Access
- ActiveX Data Objects
- DB2
- Firebird
- FoxPro
- FrontBase
- Informix
- Interbase
- LDAP
- Microsoft SQL Server
- MySQL
- Netezza
- Oracle Database
- PostgreSQL
- SAP DB
- SQLite
- Adaptive Server Enterprise
- Teradata
- Valentina
- любые СУБД, поддерживающие ODBC и ODBTP

ADOdb использует SQL.